# 클로르헥시딘
클로르헥시딘(chlorhexidine)은 외과기계의 살균 및 수술 전 피부 소독에 사용되는 소독제이다. 환자의 피부와 의료 제공자의 손 두 곳에 사용이 가능하다. 상처를 깨끗이 하거나 치태를 예방하거나 아구창을 치료하거나 도뇨관이 막히지 않게 하기 위해서도 사용된다. 액체나 파우더 형태로 사용된다.
부작용은 피부 가려움, 치아 탈색, 알레르기 반응을 포함할 수 있다. 눈에 직접 접촉하면 안구 문제를 일으킬 수 있다. 임신 중에 사용해도 안전한 것으로 보인다. 클로르헥시딘은 알코올, 물, 계면활성제와 혼합할 수 있다. 포자를 비활성화하지는 않지만 어느 정도 범위의 미생물에는 효과적이다.
클로르헥시딘은 1950년대에 의료 목적의 이용이 가능해졌다. 의료 체계에서 꼭 필요한, 가장 효과적이고 안전한 약품인 세계 보건 기구 필수 의약품으로 등재되어 있다. 클로르헥시딘은 일반의약품으로 구매가 가능하다. 개발도상국에서의 도매가는 5% 용액의 경우 리터 당 2.20 ~ 4.10 달러 정도이다. 동일한 양의 경우 영국에서 NHS 기준 약 £4.80의 비용이 든다.

## 합성
구조는 헥사메틸렌다이아민(HMDA) 스페이서와 연결된 2개의 프로구아닐 분자에 기반한다.

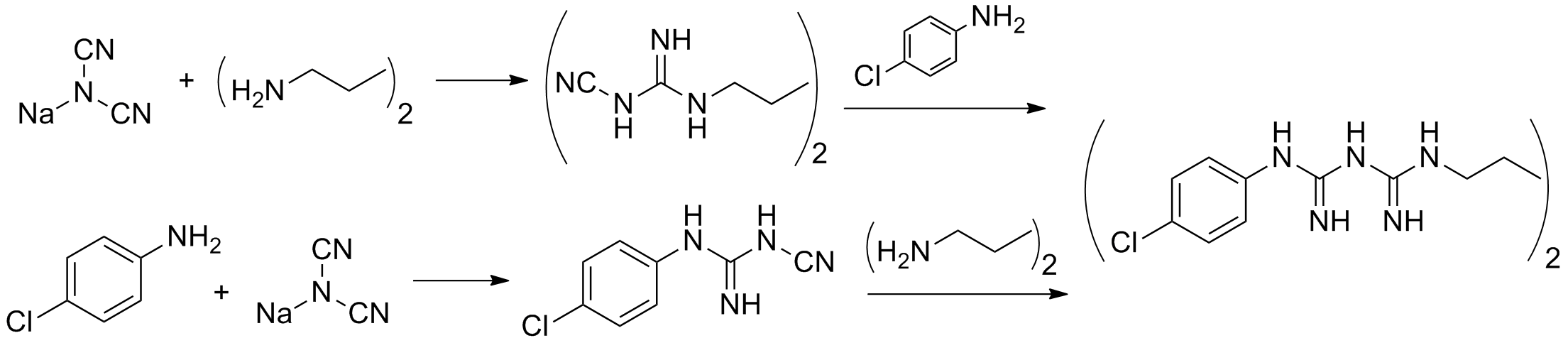
클로르헥시딘 합성: (1954 - I.C.I.).

## 같이 보기
- 트리클로산